# Veit Ludwig von Seckendorff
Veit Ludwig von Seckendorff (ur. 20 grudnia 1626 w Herzogenaurach, zm. 18 grudnia 1692 w Halle (Saale)) – niemiecki ekonomista, prawnik i polityk, a także zwolennik kameralizmu.

## Dzieła
- Teutscher Fürstenstaat (1656 and 1678), podręcznik niemieckiego prawa publicznego.
- Der Christen Stat (1685), częściowo apologia chrześcijaństwa, a po części postulat jego reformy.
- Commentarius Historicus et apologeticus de Lutheranismo sive de Reformatione